# Peugeot 605
La Peugeot 605 era un'autovettura di fascia alta prodotta dal 1989 al 1999 dalla casa automobilistica francese Peugeot.

## Storia

### Debutto
La 605 fu lanciata nell'estate del 1989, e venne presentata due mesi dopo al Salone di Francoforte, in vista dell'imminente uscita di produzione della Peugeot 505, oramai in listino da dieci anni. Questa ultima fu chiamata già tre anni prima a sostituire, con i suoi modelli di punta, la Peugeot 604, vecchia ammiraglia Peugeot di scarso successo. I modelli di base della 505 vennero invece sostituiti nel 1987 dalla 405, che si posizionava un gradino più in basso. Ma già da tempo era stato avviato il progetto della nuova ammiraglia Peugeot e la 505, certamente già molto anziana, non era più in grado di reggere a lungo le pressioni di una concorrenza sempre più agguerrita e che stava proponendo modelli sempre più moderni. Fu così che la 605 venne lanciata al posto dei modelli di punta della 505, rispetto alla quale andò anche a collocarsi in una fascia di mercato più alta. Nonostante le attese (si trattava di una delle maggiori novità della kermesse tedesca), la 605 ebbe però una carriera non felice, per vari motivi che in parte vengono spiegati di seguito.

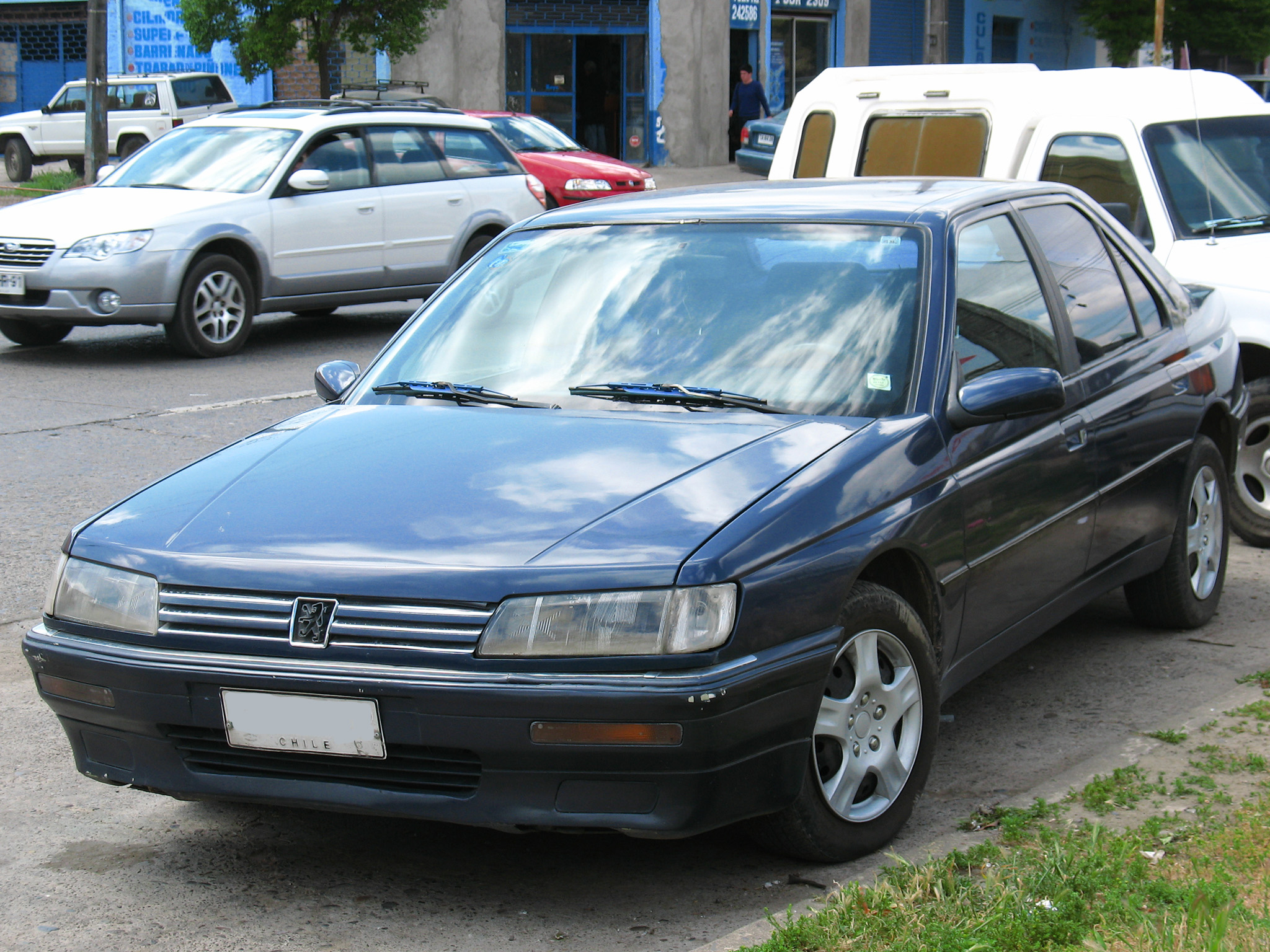
Dettaglio del frontale

### Design
La storia del design della 605 fu travagliato: inizialmente si decise di affidare il disegno del corpo vettura alla Pininfarina, come di consueto. Ma quando i vertici PSA seppero che la rivale Renault aveva in cantiere di lanciare la Safrane (lancio di fatto avvenuto nel 1992), si decise di accelerare i tempi e di affidare il disegno della vettura al Centro Stile interno. I designer Peugeot, in realtà, pare si siano comunque ispirati ai primi schizzi firmati dall'atelier torinese: infatti, i designer di Pininfarina presero come base stilistica di partenza quell'Alfa Romeo 164 già recante il marchio torinese. E così, anche il corpo vettura definitivo sembrò mostrare non poche similitudini con l'ammiraglia del Biscione, specie se osservato di profilo. Risultato: pur essendo caratterizzata da una linea tutto sommato molto gradevole, la 605 denunciava una marcata somiglianza sia con la 164 sia con la più piccola Peugeot 405, anch'essa opera di Pininfarina. Per quanto riguarda frontale e coda, essi sono in pieno stile 405. Solo i fari anteriori sono leggermente più allungati rispetto alla "sorella" minore. Ciò fece apparire l'ammiraglia Peugeot più come una 405 vitaminizzata che come una vera vettura alto di gamma e fece inoltre pensare che quando la 605 fu disegnata vi fosse stata un'enorme carenza di idee e la 605 fu additata anche come vettura priva di personalità, pur essendo molto elegante e sicuramente più accattivante della sua diretta antenata, la 604. Inoltre, anche la plancia era piuttosto anonima nel design. Questi aspetti, uniti ad altri, legati agli iniziali ritardi nei tempi di consegna e ad altri problemi di tipo tecnico, avrebbero decretato un inesorabile fiasco commerciale per la grande berlina francese.

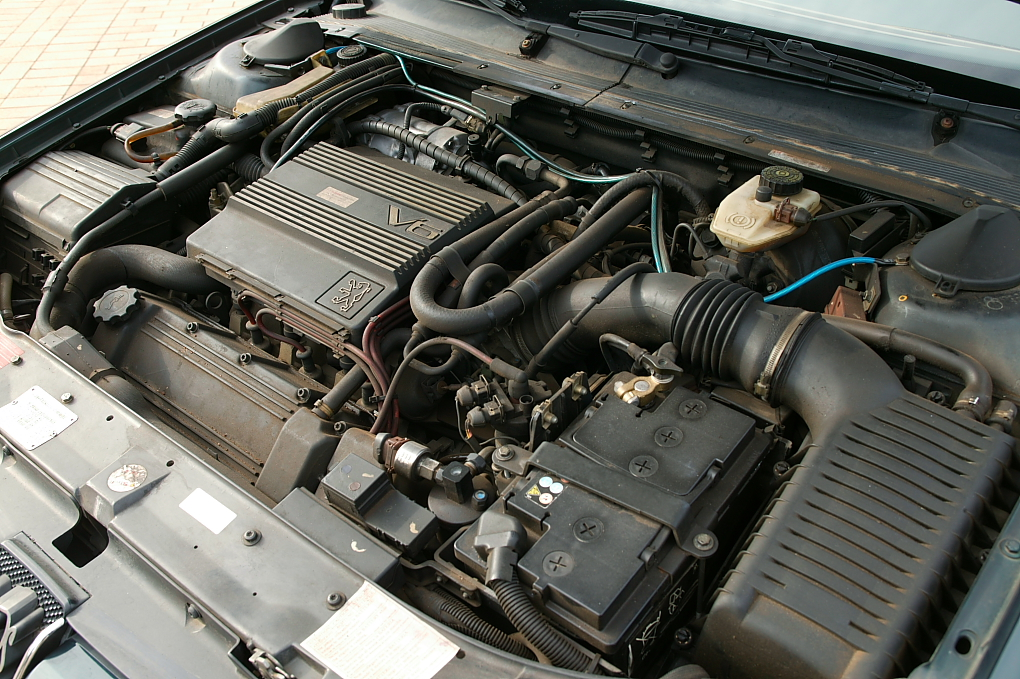
Motore V6 PRV

### Meccanica e motori
La 605 condivise il pianale e la meccanica (eccezion fatta per le sospensioni) con la Citroën XM, proponendosi però con linee più convenzionali. L'architettura generale era quindi del tipo a trazione anteriore e motore trasversale con scatola cambio in blocco. La 605 fu quindi la prima ammiraglia Peugeot con trazione sulle ruote anteriori. Il pianale era munito di due telaietti ausiliari per le sospensioni (uno per l'avantreno ed uno per il retrotreno). Queste erano di tipo MacPherson anteriormente e a bracci trasversali posteriormente. Su entrambi gli assi erano presenti molle elicoidali, ammortizzatori idraulici telescopici e barre stabilizzatrici. L'impianto frenante era a quattro dischi, dei quali quelli anteriori erano autoventilanti. L'ABS era previsto solo nelle versioni di punta. Lo sterzo era a cremagliera con servocomando idraulico.
Al suo debutto, la 605 era disponibile in quattro motorizzazioni:
- XU10/2C, destinato alla 605 SL: era un 4 cilindri da 1998 cm³ alimentato a carburatore e con distribuzione a due valvole per cilindro e ad un asse a camme in testa. Tale motore, inclinato all'indietro di 30°, era in grado di sviluppare 115 CV a 5800 giri/min.
- XU10/J2C, montato sulla 605 SRi: simile al precedente, ma con alimentazione ad iniezione elettronica, erogava 128 CV a 5700 giri/min.
- ZPJ, destinato alla 605 SV 3.0: motore della serie PRV, costituito da 6 cilindri a V di 90°, evoluzione dei precedenti PRV che hanno equipaggiato varie vetture di fascia alta, prodotte da Peugeot, Renault e Volvo. Questo motore da 2975 cm³ era già provvisto di catalizzatore, utilizzava una distribuzione a 3 valvole per cilindro e ad un solo asse a camme in testa. La sua potenza massima era di 167 CV.
- ZPJ4, per la 605 SV 3.0 24v: ultimissima e all'epoca più recente evoluzione del motore PRV, caratterizzata dalla distribuzione bialbero a 4 valvole per cilindro ed in grado di erogare fino a 200 CV di potenza massima.

La 605 era fornita con cambio manuale a 5 marce, ma a richiesta era possibile avere un cambio automatico a 4 rapporti.

## Evoluzione

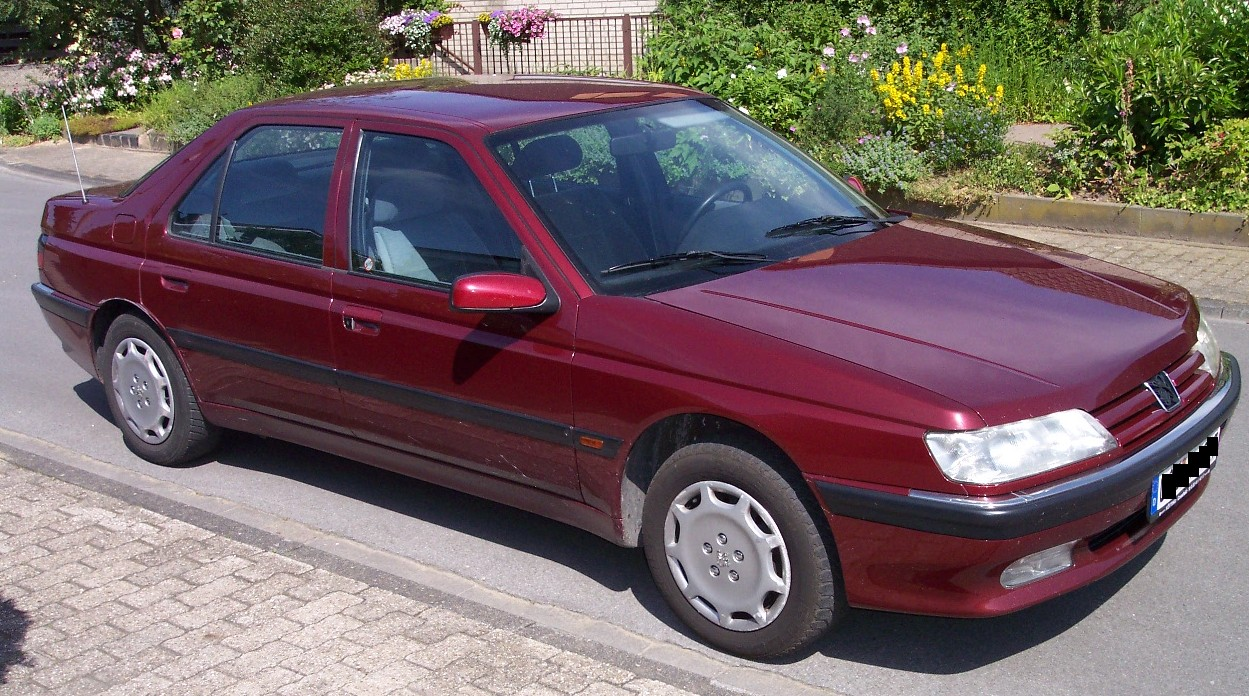
Restyling

A dispetto di un buon avvio commerciale, la 605 rivelò ben presto problemi di affidabilità legati in particolare alla motorizzazione di punta, il PRV da 3 litri. Inoltre, come la cugina di casa Citroën, soffrì subito di problemi legati all'impianto elettrico. Perciò, poco dopo l'avvio della commercializzazione, le vendite ebbero un crollo e da quel momento si mantennero sempre su livelli bassi. Tra gli altri motivi dell'insuccesso della 605 vanno compresi anche quelli legati al fattore stilistico, mentre ne veniva criticata la scarsa potenza dei propulsori, in particolare di quelli a 4 cilindri, fatto che portava la clientela a scegliere modelli della concorrenza. In Italia tale questione si acuiva, complice anche la supertassa che all'epoca colpiva i motori sopra i 2 litri di cilindrata e che quindi dissuadeva dall'acquisto della versione 3 litri, unica motorizzazione le cui prestazioni in termini di potenza potevano allinearsi con quelle della potenziali rivali, specialmente in configurazione bialbero.
Eppure la Casa francese, dopo aver sistemato i grossi difetti tecnico-commerciali della 605, l'aveva resa una vera ammiraglia, comoda, confortevole, un vero salotto, insomma. Chi sceglieva la 605, lo faceva per avere un'ammiraglia onesta, non appariscente e che svolgesse egregiamente il suo dovere di confortevole stradista.
Ma oramai la situazione si era compromessa irreversibilmente. Durante il primo anno di produzione, la neonata 605 non riuscì neppure a stare al passo con la Renault 25, oramai in listino da sei anni e quindi più vecchia come linea e contenuti.

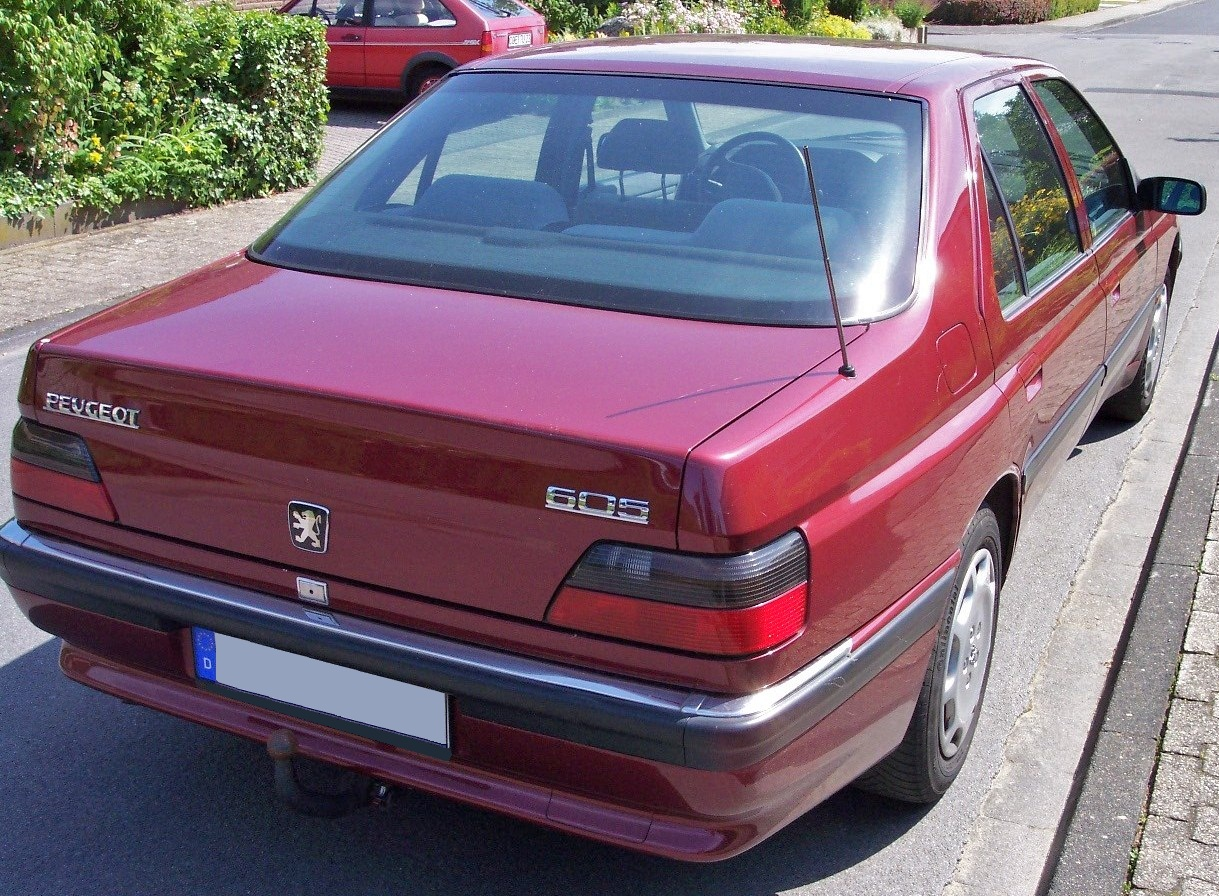
Restyling

Dopo alcuni mesi dal debutto, già in pieno 1990, la gamma della 605 si ampliò con l'arrivo delle versioni a gasolio: la 605 Diesel Turbo (o anche DT), spinta da un motore XUD11 da 2088 cm³ in grado di erogare fino a 109 CV di potenza massima, e la 605 Diesel, più economica ma anche meno prestante, poiché equipaggiata con il diesel aspirato XUD da 2138 cm³: la potenza scese così a soli 82 CV. Nello stesso anno arrivarono anche la 605 3.0 SR, caratterizzata da un allestimento semplificato e quindi da un prezzo di listino inferiore. Su 605 2.0 SRi e 605 3.0 monoalbero, vi fu anche la possibilità di avere un cambio automatico a 4 rapporti.
Nel 1991 la versione 2.0 da 128 CV fu proposta anche in allestimento SVi, più ricco, anch'esso ottenibile in abbinamento con il cambio automatico. Quest'ultimo divenne optional anche per la versione turbodiesel.
Nel 1992 vi furono tutti quei rimaneggiamenti alla gamma che coinvolsero un po' tutti i modelli commercializzati all'epoca in Europa da parte di tutti i costruttori. Tali rimaneggiamenti, che comprendevano l'universale introduzione del catalizzatore, erano volti ad adeguare le vetture di nuova produzione all'imminente normativa Euro 1, in vigore a partire dal 1º gennaio 1993. Perciò, la Casa del Leone Rampante cancellò dalla propria gamma la 605 SL a carburatore ed introdusse la 605 SLi con motore catalizzato ad iniezione da 121 CV. Stesso livello di potenza anche per la SRi, anch'essa dotata di catalizzatore. Unica particolarità fu quella relativa alle versioni a gasolio, le quali rinunciarono al catalizzatore in cambio della valvola EGR per il ricircolo dei gas esausti. Grazie a tale espediente, il motore delle 605 a gasolio poteva ugualmente soddisfare la normativa Euro 1 e persino la più stringente Euro 2.
Nel 1993, la Casa cercò di proporre un modello più brillante tra la paciosa SLI da 121 CV e la più prestante 3.0 monoalbero: introdusse quindi la nuova 605 2.0 Turbo, spinta sempre da un 2 litri XU10, ma dotato di sovralimentazione, anche in questo caso ottenuta mediante turbocompressore. La potenza massima raggiungibile non era da record neppure in questo caso, e si fermava a 141 CV. Gli allestimenti erano due, denominati SRti ed SVti. Anche qui era previsto un cambio automatico come optional.
Nel 1994 arrivò il restyling di mezza età: minimi gli aggiornamenti estetici alla carrozzeria, limitati alla calandra e ai paraurti, il cui ridisegno fece aumentare leggermente la lunghezza del corpo vettura, da 4.72 m a 4.765 m, e allo sportello del bagagliaio. Internamente, venne ridisegnato il cruscotto e vennero utilizzati nuovi rivestimenti. Comparve anche un nuovo equipaggiamento di sicurezza, come le barre antintrusione, l'airbag lato guida e cinture di sicurezza con pretensionatore. Sul fronte dei motori, vi fu l'arrivo di un nuovo 2 litri aspirato da 132 CV (non previsto per il mercato italiano), che andò ad affiancare il 2 litri turbo. Quest'ultimo, a sua volta, venne leggermente rivisitato e la sua potenza salì da 142 a 147 CV. Inoltre, vi fu una piccola rivoluzione per quanto riguardava le unità a gasolio. Tolta di listino la 605 Diesel con motore aspirato da 82 CV, il ruolo di vettura diesel di base toccò alla Diesel Turbo da 109 CV, mentre un gradino più in alto venne inserito un nuovo motore, questa volta da 2446 cm³ di cilindrata e con una potenza massima di 129 CV.
Nonostante tutti questi aggiornamenti, però, le vendite stentarono a decollare: nel 1996 non vi furono grosse novità (a parte la cancellazione della 605 3.0 24v dal listino italiano), mentre nel 1997 le due motorizzazioni di punta (3.0 e 3.0 24v) vennero sostituite da un'unica, nuova motorizzazione da 2946 cm³, non più appartenente alla famiglia PRV, ma alla famiglia ES, ed in grado di erogare fino a 190 CV di potenza massima.
Nel frattempo, l'arrivo della nuova Peugeot 406, più piccola, ma più personale nella linea (avrebbe semplicemente dovuto sostituire la 405), fece crollare le già esigue vendite della 605.
La gamma dell'ammiraglia francese, così come aggiornata nel 1997, rimase tale fino al 1999, quando la sfortunata 605 venne tolta di listino in modo silenzioso e poco compianto. Nel corso dei dieci anni di produzione, la 605 totalizzò appena 252.185 esemplari.

## Riepilogo caratteristiche
Di seguito vengono riepilogate le caratteristiche delle versioni costituenti la gamma della 605 nell'arco della sua commercializzazione:
| Modello                            | Allestimenti       | Sigla interna      | Motore             | Cilindrata cm³     | Alimentazione                            | Potenza CV/rpm     | Coppia Nm/rpm      | Massa a vuoto (kg) | Velocità max       | Acceler. 0–100 km/h | Consumo (l/100 km) | Anni di produzione |
| Versioni a benzina                 | Versioni a benzina | Versioni a benzina | Versioni a benzina | Versioni a benzina | Versioni a benzina                       | Versioni a benzina | Versioni a benzina | Versioni a benzina | Versioni a benzina | Versioni a benzina  | Versioni a benzina | Versioni a benzina |
| ---------------------------------- | ------------------ | ------------------ | ------------------ | ------------------ | ---------------------------------------- | ------------------ | ------------------ | ------------------ | ------------------ | ------------------- | ------------------ | ------------------ |
| 605 2.0                            | SL                 | 6BR2A2             | XU10 2C            | 1998               | Carburatore                              | 115/5800           | 165/2250           | 1.295              | 196                | 11"                 | -                  | 1989-92            |
| 605 2.0                            | SLI, SRI           | 6BRFZ8             | XU10 M/Z           | 1998               | Iniezione elettronica                    | 121/5600           | 172/4000           | 1.325              | 199                | 12"1                | 9.5                | 1992-94            |
| 605 2.0                            | SRI, SVI           | 6BR6A2             | XU10 M             | 1998               | Iniezione elettronica                    | 128/5600           | 179/4800           | 1.324              | 203                | 10"7                | 8.3                | 1989-921           |
| 605 2.0 16v1                       | SRI                | 6BRFV2             | XU10 J4R           | 1998               | Iniezione elettronica                    | 132/5500           | 180/4200           | 1.400              | 205                | 10"9                | 8.7                | 1994-99            |
| 605 2.0 Turbo                      | SRti, SVti         | 6BRGY2             | XU10 J2TE          | 1998               | Iniezione elettronica + turbocompressore | 142/4400           | 226/2200           | 1.430              | 210                | 10"                 | 9.6                | 1993-94            |
| 605 2.0 Turbo                      | SRti               | 6BRGX2             | XU10 J2TE          | 1998               | Iniezione elettronica + turbocompressore | 147/5300           | 235/2500           | 1.470              | 213                | 10"                 | 9.6                | 1994-99            |
| 605 3.0 V6                         | SR, SV             | 6BSFZ2             | ZPJ                | 2975/ 2963         | Iniezione elettronica                    | 167/5600           | 235/4600           | 1.415              | 222                | 9"7                 | 10.8               | 1989-97            |
| 605 3.0 V6 24v                     | SV                 | 6BSKZ2             | ZPJ4               | 2975/ 2963         | Iniezione elettronica                    | 200/6000           | 260/3600           | 1.459              | 235                | 7"9                 | -                  | 1989-97            |
| 605 3.0 V6 24v                     | SV                 | 6BUKZ2             | ES9J4              | 2946               | Iniezione elettronica                    | 190/5600           | 267/4000           | 1.540              | 235                | 8"6                 | 11.5               | 1997-99            |
| Versioni a gasolio                 |                    |                    |                    |                    |                                          |                    |                    |                    |                    |                     |                    |                    |
| 605 2.1 Diesel1                    | SL, SR             | 6BP9A2             | XUD11A             | 2138               | Diesel aspirato iniezione indiretta      | 83/4600            | 147/2000           | 1.386              | 170                | 17"5                | 8.8                | 1990-94            |
| 605 2.1 DT                         | SL, SR             | 6BP8A2             | XUD11 ATE          | 2088               | Turbodiesel iniezione indiretta          | 110/4300           | 255/2000           | 1.426              | 192                | 13"1                | 8.7                | 1990-98            |
| 605 2.1 DT                         | SV                 | 6BPHZ2             | XUD11 ATE          | 2088               | Turbodiesel iniezione indiretta          | 110/4300           | 255/2000           | 1.426              | 192                | 13"1                | 8.7                | 1990-98            |
| 605 2.5 DT                         | SR, SV, Pléiade    | 6BTHY2             | DK5ATE/L           | 2446               | Turbodiesel iniezione indiretta          | 129/4300           | 285/2000           | 1.586              | 205                | 11"5                | 9.3                | 1994-99            |
| Note: 1Non per il mercato italiano |                    |                    |                    |                    |                                          |                    |                    |                    |                    |                     |                    |                    |

## La 605 nei media
- In ambito cinematografico, la 605 compare nei film Ronin[1], e Taxi 2 tra gli altri.